# Tour du Panama
Le Tour du Panama (Tour Ciclístico de Panamá) est une course cycliste panaméenne disputée sur plusieurs étapes au mois d'octobre. Elle est créée en 2005.

## Palmarès
| Année | Vainqueur                | Deuxième           | Troisième          |
| ----- | ------------------------ | ------------------ | ------------------ |
| 2005  | Jonathan Torres          | ?                  | ?                  |
| 2006  | Jonathan Torres          | Eibar Villarreal   | Yelko Gómez        |
| 2007  | Yelko Gómez              | David Pareja       | Jonathan Torres    |
| 2008  | Yelko Gómez              | ?                  | Fernando Ureña     |
| 2009  | Ramón Carretero          | Yelko Gómez        | Jonathan Torres    |
| 2010  | Ramón Carretero          | ?                  | ?                  |
| 2011  | Ramón Carretero          | Maicol Rodríguez   | Eibar Villarreal   |
| 2012  | Ramón Carretero          | Maicol Rodríguez   | Eibar Villarreal   |
| 2013  | José Rodríguez Caballero | Jorge Castelblanco | Eduardo Vallarino  |
| 2014  | Yelko Gómez              | ?                  | ?                  |
| 2015  | Roberto González         | Fernando Ureña     | Maicol Rodríguez   |
| 2016  | Roberto González         | Maicol Rodríguez   | Yelko Gómez        |
| 2017  | Carlos Samudio           | Roberto González   | Franklin Archibold |
| 2018  | Carlos Samudio           | Yelko Gómez        | Franklin Archibold |
| 2019  | Fabricio Ferrari         | Stiber Ortiz       | Christofer Jurado  |
| 2020  | pas de course            | pas de course      | pas de course      |
| 2021  | Franklin Archibold       | José Castillo      | Christofer Jurado  |
| 2022  | Bolívar Espinosa         | Luis López         | Roberto González   |
| 2023  | Óscar Sevilla            | Carlos Samudio     | Wilmar Paredes     |
| 2024  | Gabriel Rojas            | Joseph Ramírez     | Luis Aguilar       |
| 2025  | Franklin Archibold       | Óscar Sevilla      | Gabriel Rojas      |